# Велингборо
Велингборо (енгл. Wellingborough) је град у Уједињеном Краљевству у Енглеској. Према процени из 2007. у граду је живело 51.177 становника.

## Становништво
Према процени, у граду је 2008. живело 51.177 становника.
| 1981.  | 1991.  | 2001.  |
| ------ | ------ | ------ |
| 38.598 | 41.602 | 46.959 |

## Партнерски градови
- Ниор